# (74319) 1998 UH17
(74319) 1998 UH17 – planetoida z pasa głównego asteroid okrążająca Słońce w ciągu 4,27 lat w średniej odległości 2,63 j.a. Odkryta 17 października 1998 roku.